# Alexander Alexejewitsch Borowkow

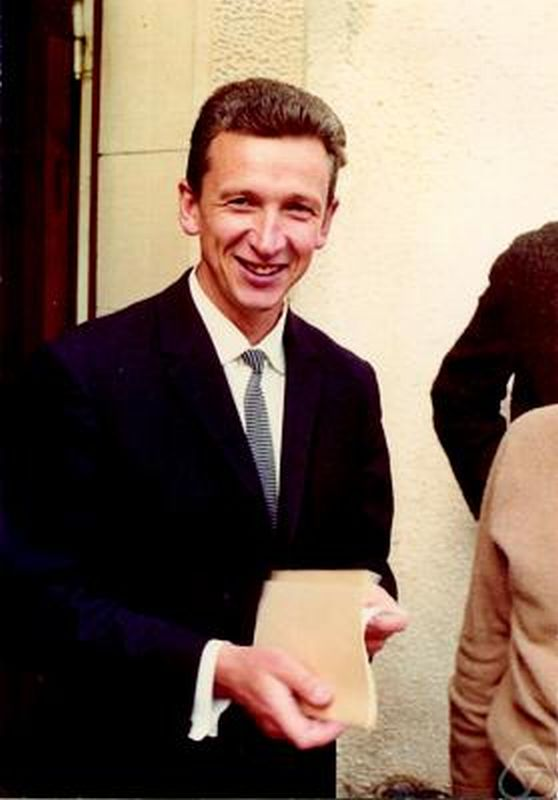
Alexander Borowkow, Oberwolfach 1968, Foto von Konrad Jacobs

Alexander Alexejewitsch Borowkow (russisch Александр Алексеевич Боровков, englische Transkription Aleksandr Alekseevich Borovkov; * 6. März 1931 in Moskau) ist ein russischer Mathematiker.
Borowkow wurde 1959 bei Andrei Kolmogorow an der Lomonossow-Universität promoviert und habilitierte sich 1963 (russischer Doktortitel). Er ist am Sobolev-Institut der Sibirischen Abteilung der Russischen Akademie der Wissenschaften und Professor an der Staatlichen Universität Nowosibirsk.
Er befasst sich mit Wahrscheinlichkeitstheorie, mathematischer Statistik und stochastischen Prozessen.
1966 war er eingeladener Sprecher auf dem Internationalen Mathematikerkongress in Moskau und 1978 in Helsinki (Rate of convergence and large deviations in invariance principle).
Er ist Mitglied der Russischen Akademie der Wissenschaften. 1979 erhielt er den Staatspreis der UdSSR und 2015 den Kolmogorow-Preis der Russischen Akademie der Wissenschaften.

## Schriften (Auswahl)
- Probability Theory. New York: Gordon & Breach, 1998
- Mathematical Statistics. New York: Gordon & Breach, 1998
- Ergodicity and stability of stochastic processes. New York: Wiley, 1998.
- mit A. A. Mogulskii:  Large deviations and testing statistical hypothesis, Siber. Adv. Math., 1992, 1993
- Stochastic processes in queueing theory. Springer, 1976